# Cinara atratipinivora
Cinara atratipinivora är en insektsart. Cinara atratipinivora ingår i släktet Cinara och familjen långrörsbladlöss. Inga underarter finns listade i Catalogue of Life.